# Водков, Аркадий Петрович
Аркадий Петрович Водко́в (1906? — 1978) — советский учёный, агроном-селекционер.

## Биография
В молодые годы — тульский рабочий.
Выпускник ТСХА, ученик В. Р. Вильямса.
С 1934 года научный сотрудник и секретарь парторганизации, с 1938 г. научный руководитель Каменно-Степной опытной станции (Воронежская область).
В 1940—1947 годах заместитель начальника Главсортуправления НКЗ СССР.
С 1947 года директор Московской селекционной станции. На августовской сессии ВАСХНИЛ (1948) выступил в поддержку Т. Д. Лысенко.
В 1949—1955 годах директор Института земледелия Юго-Востока СССР (Саратов).
Депутат ВС РСФСР 3 созыва. Профессор.
Дочь — Водкова Вера Аркадьевна.

## Награды и премии
- Сталинская премия второй степени (1946) — за научную разработку и внедрение в практику сельского хозяйства травопольной системы земледелия в условиях степных полузасушливых районов Юго-Восточной зоны и выведение новых ценных сортов зерновых культур[1]
- Сталинская премия третьей степени (1951) — за научно-производственную разработку вопроса гнездового способа посева леса в условиях Поволжья
- орден Трудового Красного Знамени
- орден «Знак Почёта»
- шесть медалей